# پرچم هزارستان
پرچم هزارستان به‌عنوان پرچم ملی غیررسمی مردم هزاره شناخته شده‌است که شامل سه رنگ: زرد، سفید و آبی است. این پرچم برای اولین بار در سال 2013 در سایت کابل پرس، توسط کامران میرهزار پیشنهاد شده و سپس به‌صورت رسمی در سال 2014، روی جلد مجموعه شعر برای هزاره که مجموعه شعر ۱۲۵ شاعر مطرح بین‌المللی از ۶۸ کشور با ویرایش او می‌باشد طرح شده‌بود.  ماده سی و هفتم منشور هزارستان که در سال ۲۰۲۱ توسط پیشگامان جنبش استقلال هزارستان منتشر شده به پرچم هزارستان اختصاص دارد.
در جریان تظاهرات جهانی هزاره‌ها در ماه اکتبر سال ۲۰۲۲ که در کشورهای مختلف جهان علیه نسل‌کشی هزاره‌ها برگزار شد، پرچم هزارستان به‌صورت گسترده مورد استفاده قرار گرفت. پرچم هزارستان همچنین توسط نهادهای گوناگون هزاره در کشورهای مختلف از جمله انجمن هزاره‌های مونیخ، شورای هزاره‌های بریتانیا، جامعه هزاره‌های بریزبن و کنگره ملی هزاره به‌صورت رسمی استفاده می‌شود.